# Jewgienij Diwnicz
Jewgienij Iwanowicz Diwnicz, ros. Евгений Иванович Дивнич (ur. w 1907 r. we Władywostoku, zm. 11 listopada 1966 r. w Iwanowie) – rosyjski działacz emigracyjny, pisarz
Jego rodzina w poł. października 1920 r. wraz z wojskami Białych ewakuowała się z Krymu do Gallipoli. Na emigracji zamieszkała w Królestwie SHS. W 1928 r. J. I. Diwnicz ukończył rosyjski korpus kadetów. W 1930 r. współtworzył Narodowy Związek Pracujących (NTS). W 1934 r. stanął na czele oddziału jugosłowiańskiego NTS. Po wkroczeniu do Belgradu Armii Czerwonej został we wrześniu 1944 r. aresztowany przez SMIERSZ, po czym zabrano go do Moskwy. Po procesie został skazany w 1951 r. na karę 25 lat pobytu w łagrach. Osadzono go w obozie na Workucie. W latach 1953–1954 udało mu się zorganizować w obozie ściśle zakonspirowaną grupę NTS. Po uwolnieniu w 1956 r., założył kolejną grupę NTS w miasteczku Jawas w Mordowii, której członkowie żyli w różnych miejscowościach ZSRR. Grupa została wykryta przez KGB w 1959 r. W 1968 r. w Nowym Jorku opublikowano pośmiertnie książkę J. I. Diwnicza pt. "NTS, nam pora objasnit'sia", przesłaną do wydawnictwa "Sootieczestwienniki" przez jego żonę.